# Ophiomastus perplexus
Ophiomastus perplexus är en ormstjärneart som beskrevs av Jean Baptiste François René Koehler 1904. Ophiomastus perplexus ingår i släktet Ophiomastus och familjen fransormstjärnor. Inga underarter finns listade i Catalogue of Life.